# Welfen
De Welfen zijn een van oorsprong Frankisch adellijk geslacht dat sinds de 9e eeuw bekend is. Ze hadden grote macht en veel bezittingen in het zuiden van Duitsland en in het noorden van Italië. In Duitsland werden ze vertegenwoordigd door de hertog van Saksen en de hertog van Beieren. In het Duits werden ze Welfen, in het Italiaans Guelfi genoemd. Hun voornaamste tegenstanders heten Ghibellijnen (van Waiblingen of Ghibellini). Een andere betekenis kent het woord "Welfen" als een politieke stroming in Noord-Italië.

## Oorsprong van het geslacht
In 769 werd de Frankische edelman Rothard graaf van de Argengau. De Argengau vormde de kern van de latere Duitse bezittingen van de Welfen. Rothard werd opgevolgd door zijn zoon Welf I. De naam Welf werd veel gebruikt door zijn nakomelingen en zo ontstond de naam van het geslacht.
Welf I was schoonvader van zowel Lodewijk de Vrome (getrouwd met Judith van Beieren) als van Lodewijk de Duitser (getrouwd met Emma). Zijn mannelijke nakomelingen raken verstrikt in het conflict tussen Lodewijk de Duitser en Karel de Kale (zoon van Lodewijk de Vrome en Judith). Welfs zoon Koenraad koos partij voor Karel, werd graaf van Auxerre en begon daarmee de tak van de Bourgondische Welfen die koning zouden worden van Bourgondië. Koenraads zoon Welf bleef in Duitsland en zette de Duitse tak van de Welfen voort.

## Welfen en Ghibellijnen

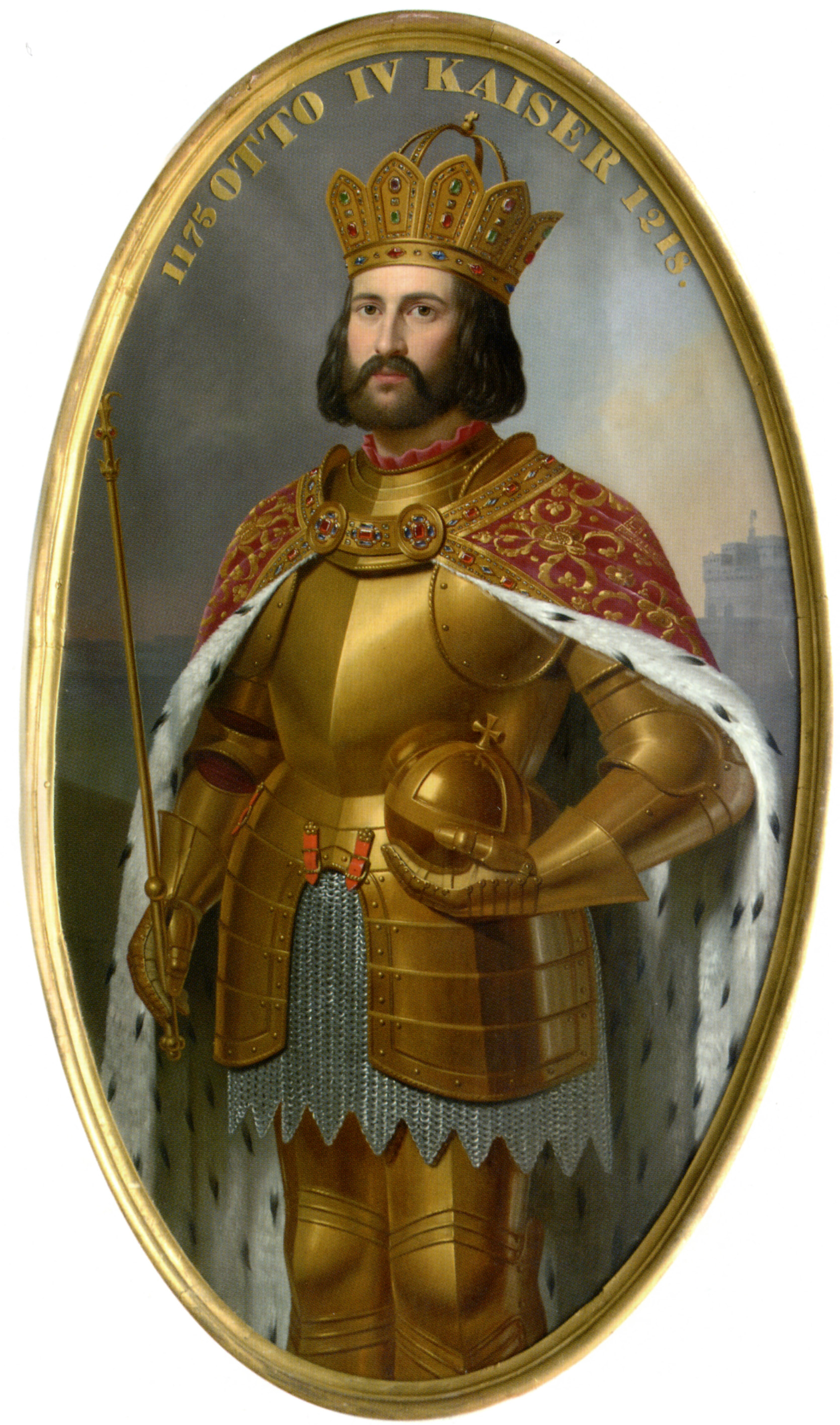
Otto IV

In de late middeleeuwen keerden zij zich in Noord-Italië tegen keizerlijke inmenging binnen stadszaken en weigerden de macht van de keizerlijke ambtenaren binnen de stadsmuren te erkennen. De Welfen waren aanhangers van het pauselijk gezag. Tegenhangers van de Ghibellijnen.
De oorsprong van de twist tussen de Welfen en de Ghibellijnen ligt in de strijd tussen Hendrik IV van Duitsland en paus Gregorius VII, de vroegere bisschop Hildebrandt van Florence. Gregorius VII verbood de zogeheten lekeninvestituur (zie Investituurstrijd), het recht van de wereldlijke macht om kloosterbelasting te innen en bisschoppen en abten te benoemen. Hendrik IV weigerde dit recht af te staan en sprak de woorden: "Ik, Hendrik, door Gods genade koning, zeg u samen met al mijn bisschoppen treed af!". Dit leidde in 1077 tot zijn excommunicatie, waarna hij een pelgrimstocht naar Canossa moest maken.
De strijd om de investituur werd onder keizer Frederik I Barbarossa uit het huis Hohenstaufen, zijn opvolger keizer Hendrik VI en zijn kleinzoon Frederik II, nog heviger. Dit komt doordat zij elke pauselijke suprematie afwezen. Daarop riep paus Innocentius III een tegenkeizer uit: Otto IV, uit de familie der Welfen, zoon van Hendrik de Leeuw. Daarop riepen de aanhangers van de Duitse keizer zich uit tot Waiblingen, naar de naam van het familieslot van de Hohenstaufen. Dit werd veritaliaanst tot Ghibellijnen (Ghibellini).
De rijke steden Florence en Lucca kozen voor de kant van de Welfen. Hun eeuwige rivalen, Siena, Pisa en Pistoia kozen voor de Ghibellijnen. Binnen deze steden was het echter afhankelijk van afkomst of je Welfisch of Ghibellijns was.
In de heraldiek plaatsten de partijgangers "Schildhoofden van aanhankelijkheid" in hun wapens om aan te geven wat hun partij was. Deze wapenschilden worden ook nu nog gebruikt door oude Italiaanse geslachten.

## Witte en zwarte Welfen
Na een licht incident, waarbij de zoon van de machtige Cancellieri-familie uit Pistoia per ongeluk zijn speelkameraadje met een zwaard verwondde, ontstond er tweespalt binnen het Welfische kamp. Toen de jongen zijn excuses kwam aanbieden, werd hem met de woorden: "Alleen met ijzer, niet met lege woorden, worden wonden aangebracht door een zwaard geheeld," de hand afgehakt. Daarop ontstond een conflict of er juist gehandeld was, waarbij de voorstanders en tegenstanders partij kozen voor de "witten" of de "zwarten".
Ook in Florence ontstond tweestrijd binnen de Welfische partij, nadat een vriend van de belangrijke familie Donati, een zekere Buondelmonte dei Buondelmonti zijn huwelijksbelofte niet nakwam en vermoord werd. Daarop besloot Corso Donati, de machtigste man van Florence en een familielid van de Cancellierii uit Pistoia, zichzelf ook "zwart" te noemen. Vervolgens werd automatisch de vijand van deze familie, de Cerchi-clan, de "witte" partij. Witte en zwarte Welfen uit verschillende steden sloten verbonden en vielen elkaar en andere steden aan. Dit leidde tot verregaande oorlogen halverwege de 14e eeuw. Bekendste Witte Welf is de dichter Dante Alighieri, die na een staatsgreep door de Zwarte Welfen verbannen werd. In politiek opzicht is het voornaamste verschil tussen Florentijnse Witte en Zwarte Welfen dat Witte Welfen een autonome stadstaat wilden, evenals de Ghibellijnen, maar dan onder wereldlijk (keizerlijk) gezag, hoewel op een kerkelijke (pauselijke) basis. In hun opvattingen blijven zij dus vinden dat de paus zeer belangrijk is, daarin verschillen Witte Welfen fundamenteel van Ghibellijnen. Gezegd kan worden dat Witte Welfen meer een compromis zochten dan de andere partijen. Zwarte Welfen stonden een minder genuanceerd standpunt van een grotere mate van kerkelijke suprematie voor.

## Huidig hoofd van het geslacht der Welfen
Op dit moment is het hoofd van de Welfische tak Ernst August (V) van Hannover (Hannover, 26 februari 1954)